# Coccaglio

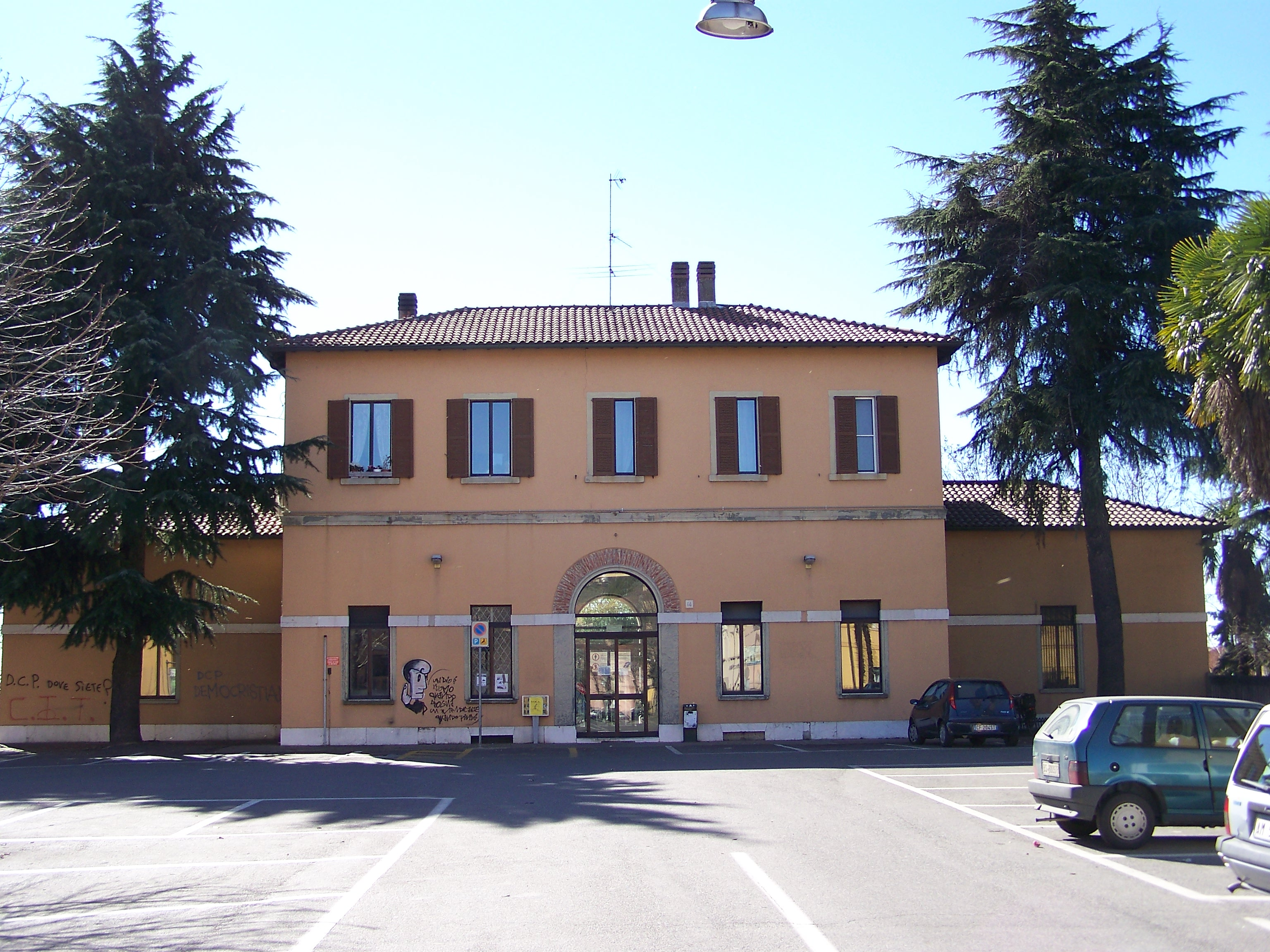
Der Bahnhof von Coccaglio im Jahre 2008

Coccaglio ist eine Gemeinde mit 8827 Einwohnern (Stand 31. Dezember 2023) in der Provinz Brescia in der italienischen Region Lombardei. Die Nachbargemeinden sind Castrezzato, Chiari, Cologne, Erbusco und Rovato.
Bronzezeitliche Fundstücke und ein gallo-keltisches Grab sind Zeugnisse früher Besiedlung. Die mittelalterliche Mauer folgt dem Grundriss eines römischen Castrum. Coccaglio lag an der zu Beginn des 13. Jahrhunderts bezeugten „neuen Straße“ zwischen Brescia und Bergamo. 1326 kam der Ort unter die Herrschaft des Azzo Visconti. 1426 kam Coccaglio  zu den festländischen Territorien der Serenissima, von der es mehrfach Steuerprivilegien erhielt. Im Mai 1509 hielt Ludwig XII. im Ort Feldlager, im März 1528 marodierten hier die Landsknechte Herzog Heinrichs II. von Braunschweig. Der Madrigalkomponist Luca Marenzio wurde höchstwahrscheinlich 1553 hier geboren. Aus Coccaglio stammten auch der Franziskaner Andrea Manente († 1684), Verfasser einer Vita des Heiligen Faustinus und einer Geschichte der venezianischen Unternehmungen im byzantinischen Reich, sowie die Kapuziner Bonaventura (1713–1778) und Viatore Bianchi (1706–1793).
Während des Zweiten Italienischen Unabhängigkeitskrieges zogen die Österreicher am 11. Juni 1859 aus Coccaglio ab, Garibaldi rückte am folgenden Tag im Ort ein.
In einem venezianischen Bericht von 1610 werden 1800 Einwohner vermerkt. Seit der Volkszählung von 1991 mit 6501 Einwohnern zeigt die Bevölkerungszahl stetig eine wachsende Tendenz. 30 % der Einwohner stehen in abhängigen Beschäftigungsverhältnissen, davon rund 75 % bei Arbeitgebern im Gemeindegebiet, mehrheitlich im produzierenden Gewerbe.
Eine Bahnverbindung nach Brescia wurde 1854 errichtet, die Verlängerung nach Bergamo folgte 1857.

## Söhne und Töchter der Gemeinde
- Luca Marenzio (1553/54–1599), Komponist der Renaissance
- Vigilio Mario Olmi (1927–2019), römisch-katholischer Geistlicher, Weihbischof in Brescia